# Liljorna på marken (film, 1963)
Liljorna på marken (engelska: Lilies of the Field) är en amerikansk dramafilm från 1963 i regi av Ralph Nelson. Filmen är baserad på William Edmund Barretts roman med samma namn. Sidney Poitier belönades med en Oscar för bästa manliga huvudroll för sin insats.

## Handling
Homer Smith är en färgad kringresande diversearbetare som stannar till vid en gård i öknen i Arizona för att fylla på vatten i sin överhettade bil. Gården drivs av en grupp östtyska nunnor, som övertalar honom att laga ett tak och han stannar över natten. Nunnorna har inte några pengar att betala honom med, men lyckas ändå övertala honom att stanna en dag till och hjälpa dem med fler småjobb. Nunnorna är övertygade om att Smith är sänd av Gud för att hjälpa dem att bygga en ny kyrka. 

## Rollista
| Sidney Poitier   | – Homer Smith      |
| Lilia Skala      | – moder Maria      |
| Lisa Mann        | – syster Gertrude  |
| Isa Crino        | – syster Agnes     |
| Francesca Jarvis | – syster Albertine |
| Pamela Branch    | – syster Elizabeth |
| Stanley Adams    | – Juan             |
| Dan Frazer       | – fader Murphy     |